# Delamanid
Delamanid (łac. delamanidum) –  wielofunkcyjny organiczny związek chemiczny, lek przeciwprątkowy zastrzeżony do leczenia gruźlicy wielolekoopornej płuc u ludzi.

## Mechanizm działania
Hamuje syntezę kwasów mikolowych (metoksymikolowego oraz ketomikolowego) wchodzących w skład ściany komórkowej. 

## Zastosowanie
- wielolekooporna gruźlica płuc (MDR-TB)[3][4]

Znajduje się na wzorcowej liście podstawowych leków Światowej Organizacji Zdrowia (WHO Model Lists of Essential Medicines) (2017).
Jest dopuszczony do obrotu w Polsce (2018).

## Działania niepożądane
Może powodować następujące działania niepożądane u ponad 30% pacjentów: nudności, wymioty oraz zawroty głowy,  natomiast u ponad 10% pacjentów: retikulocytoza, hipokaliemia,  zmniejszone łaknienie, hiperurykemia, bezsenność, ból głowy, parestezje, drżenie mięśni, dzwonienie w uszach, palpitacje, krwioplucie, biegunka, ból w górnej części jamy brzusznej, ból stawów, mialgia, astenia, wydłużenie odstępu QT.